# 89 Aquarii
89 Aquarii, som är stjärnans Flamsteed-beteckning, är en dubbelstjärna belägen i den södra delen av stjärnbilden Vattumannen och har även Bayer-beteckningen c3 Aquarii. Den har en skenbar magnitud på 4,69 och är synlig för blotta ögat där ljusföroreningar ej förekommer. Baserat på parallaxmätning inom Hipparcosuppdraget på ca 6,5 mas, beräknas den befinna sig på ett avstånd på ca 500 ljusår (ca 150 parsek) från solen. Den rör sig närmare solen med en heliocentrisk radialhastighet på ca -5 km/s.

## Egenskaper
Primärstjärnan 89 Aquarii A är en gul till vit ljusstark jättestjärna av spektralklass G3 II, Den har en massa som är ca 2,9 gånger större än solens massa, en radie som är ca 17 gånger större än solens och utsänder från dess fotosfär ca 286 gånger mera energi än solen vid en effektiv temperatur av ca 5 600 K.
Följeslagaren, 89 Aquarii B,  är en stjärna i huvudserien av spektralklass A2 V. År 2010 var den belägen med en vinkelseparation på 0,1843 bågsekunder från primärstjärnan vid en positionsvinkel på 135,1°. De kretsar runt varandra med en uppskattad period på 201 år och en halv storaxel på 0,45 bågsekunder.